# Nuovo realismo
Il Nuovo realismo si configura come una teoria filosofica antisoggettivistica che assume come proprio fondamento la realtà del mondo esterno: «Il pendolo del pensiero, che nel Novecento inclinava verso l'antirealismo nelle sue varie versioni (ermeneutica, postmodernismo, “svolta linguistica” ecc.), con il tornante del secolo si era spostato verso il realismo (nei suoi tanti aspetti: ontologia, scienze cognitive, estetica come teoria della percezione)» (M. Ferraris, Manifesto del nuovo realismo, Roma-Bari, Laterza, 2012, p. IX).
Si tratta di un movimento filosofico italiano che prende le mosse da un articolo di Maurizio Ferraris pubblicato su “Repubblica” l'8 agosto del 2011  dove si anticipa quanto sostenuto nel suo Manifesto del nuovo realismo (Laterza 2012). Il Nuovo Realismo è il risultato, da un lato, della tradizione realista nata dalla filosofia e dalla psicologia della percezione (rappresentata da James J. Gibson e, in modo ancor più incisivo, dalla tradizione gestaltista che muove da Gaetano Kanizsa per sfociare poi nell'opera di Paolo Bozzi); dall'altro, dalla tradizione analitica di stampo realista come per esempio Hilary Putnam. 
Il percorso che trova sintesi in questo movimento si delinea come una piattaforma di ricerca che oltrepassa di fatto la tradizionale dicotomia analitici-continentali. Attorno al Nuovo Realismo si è creato un ampio dibattito mediatico  accompagnato da convegni, dalla pubblicazione di diversi libri – tra cui Bentornata Realtà (Einaudi, 2012) e da una collana che porta il medesimo titolo . È possibile annoverare tra i filosofi e gli intellettuali vicini al Nuovo Realismo, tra gli altri, le seguenti personalità: Mario De Caro, Umberto Eco, Michele Di Francesco, Diego Marconi, Luca Taddio, Rossano Pecoraro
Il Nuovo Realismo ha avviato un progetto di ricerca internazionale tuttora in corso nel quadro del dibattito sul realismo filosofico contemporaneo. 